# Cedric Alexander và Shelton Benjamin
Cedric Alexander và Shelton Benjamin là một nhóm đô vật chuyên nghiệp từng thì đấu cho WWE. Cả Alexander và Benjamin đều là cựu thành viên của The Hurt Bussiness.

## Lịch sử
Trong Raw ngày 6 tháng 4 năm 2020, Alexander hợp tác với Ricochet sau khi họ đánh bại Oney Lorcan và Danny Burch. Những tuần tiếp theo, Alexander và Ricochet có mối thù với The Hurt Bussiness (MVP, Bobby Lashley và Shelton Benjamin) khi nhóm này khiến Apollo Crews bị thương. Trong Raw ngày 6 tháng 7, sau khi Alexander và Ricochet thua trước MVP và Lashley, MVP gặp Alexander và thuyết phục anh tham gia nhóm của mình cùng Lashley thay vì chỉ là "side kicks" của Ricochet. Trong Raw ngày 13 tháng 8, Alexander pin Benjamin để giành đai 24/7 Championship trước khi để mất đai cho Benjamin trong cùng đêm đó.
Raw ngày 7 tháng 9, Alexander phản bội Ricochet và Apollo Crews trong trận six-man tag team với The Hurt Bussiness, lần đầu tiên trở thành "hell" kể từ khi anh tham gia WWE. Alexander bắt đầu hợp tác với Benjamin trong thời kỳ họ thù New Day (Kofi Kingston và Xavier Woods) cho đai WWE Raw Tag Team Championship. Tại TLC, Alexander và Benjamin đánh bại New Day để giành đai Raw Tag Team. Sang năm 2021, Alexander và Benjamin bắt đầu xảy ra mâu thuẫn nội bộ, khi Alexander thường xuyên tỏ ra kiêu ngạo, tự tag mình trong trận đấu của họ để tự mình giành chiến thắng, cả MVP lẫn Benjamin đều cảm thấy khó chịu với thái độ tự mãn của anh. Raw ngày 15 tháng 3, Alexander và Benjamin để mất đai vào tay New Day, chấm dứt 85 ngày giữ đai của họ.
Trong Raw ngày 29 tháng 3, Lashley mắng chửi Alexander và Benjamin vì để mất đai, thua McIntyre trong trận two-on-one handicap match, không can thiệp thành công trận tranh đai WWE Championship giữa Lashley và McIntyre tại WrestleMania 37. Mâu thuẫn lên đến đỉnh điểm khi Lashley tấn công cả hai, và trục xuất cả hai ra khỏi nhóm. Cùng đêm đó, Benjamin thách đấu Lashley một trận đấu, nhưng thất bại. Tuần sau, cả Alexander và Benjamin gặp MVP trong hậu trường, và sau đó, Alexander bị Lashley đánh bại trong một trận đấu đơn, và cả hai đều bị Lashley tấn công sau trận đấu.
Họ bắt đầu chuỗi trận thua liên tiếp vào tháng 4, trước các đội như The Viking Raiders (Erik và Ivar) hai lần, và trước Riddle và Randy Orton một lần. Trong Raw ngày 3 tháng 5, sau khi thua Lucha House Party (Grand Metalik và Lince Dorado), Alexander xúc phạm Benjamin và nói rằng đội đã xong.

## Chức vô địch và danh hiệu
- WWE
  - WWE Raw Tag Team Championship (1 lần) [3]
  - Slammy Awards cho Trash Talker of the Year (2020) – một phần của The Hurt Bussiness [4]